# Стенкуца
Стенкуца (рум. Stăncuța) — село у повіті Бреїла в Румунії. Входить до складу комуни Стенкуца.
Село розташоване на відстані 146 км на схід від Бухареста, 42 км на південь від Бреїли, 102 км на північний захід від Констанци, 60 км на південь від Галаца.

## Населення
За даними перепису населення 2002 року у селі проживали 1702 особи. Рідною мовою 1697 осіб (99,7%) назвали румунську.
Національний склад населення села:
| Національність | Кількість осіб | Відсоток |
| -------------- | -------------- | -------- |
| румуни         | 1688           | 99,2%    |
| цигани         | 13             | 0,8%     |